# Warren McVea
(en) Statistiques sur pro-football-reference
Warren Douglas McVea, né le 30 juillet 1946 à San Antonio, est un joueur américain de football américain.

## Biographie

### Enfance
Né dans une famille où il a cinq grands frères et trois sœurs, McVea étudie à la Brackenridge High School de San Antonio, de 1961 à 1963,. En 1964, il entre à l'université de Houston pour devenir le premier afro-américain à intégrer l'équipe de football américain des Cougars. La faculté devient également la première du Texas à enrôler un joueur afro-américain dans son programme football. 

### Carrière
Entraîné et pris sous l'aile de Bill Yeoman face aux réflexions racistes, McVea dispute trois saisons sous le maillot des Cougars et parcourt 2 302 yards pour quinze touchdowns,. Le coureur reçoit à deux reprises les honneurs d'All-American. 
Warren McVea est sélectionné au quatrième tour de la draft 1968 de la NFL par les Bengals de Cincinnati au 109e choix. La franchise est affiliée à l'American Football League et le joueur dispute une saison de rookie décente avec douze matchs dont six comme titulaire. Au tout-début de la saison 1969, il est échangé aux Chiefs de Kansas City contre un choix au quatrième tour de la draft 1970, utilisé sur Billie Hayes, et Horst Mühlmann. Remplaçant pour sa première année à Kansas City, il remporte le Super Bowl IV avec les Chiefs et fait quatre saisons dans un rôle d'éternel remplaçant au poste de running back, manquant la saison 1972 du fait d'une blessure.
Libéré au cours de la saison 1973, il rejoint la World Football League et les Wheels de Détroit mais ne joue aucun match pour cette franchise, étant échangé au Streamer de Shreveport contre 15 000 dollars. En WFL, il réalise soixante-dix courses pour 219 yards et inscrit un touchdown sur une réception. Non conservé, McVea signe avec les Wings de San Antonio, toujours en WFL, mais ne joue pas. Après un essai de deux mois chez les Oilers de Houston, en NFL en 1976, il n'est pas conservé et se retire.
Warren McVea est introduit au temple sportif de la renommée de San Antonio en 2003 et dans celui de l'université de Houston en 2004,.